# Arielito
Ariel Ramírez (Santo Domingo, 3 de febrero de 1984) es un cantante, rapero y compositor dominicano de música urbana. Conocido anteriormente como Blessed1, y ahora como "Arielito", ha lanzado 6 producciones musicales, donde destacan las canciones «Orgánico», «No te oigo (Remix)», «Mucho por amar», «Pues Baile», entre otros temas. Figura entre los primeros cantantes en hacer música urbana en República Dominicana desde el 1998.
Ha colaborado con Redimi2, Manny Montes, Ariel Kelly, Aposento Alto, y ha sido reconocido en Premios El Galardón en distintas categorías y ceremonias.

## Carrera musical

### Inicios (1999 - 2001)
Inició estudiando música a la edad de 6 años en clases de piano, donde a futuro desarrolló la habilidad de componer. En el año 1998, formó parte del grupo de Hip Hop dominicano llamado "Ministerio Profético", donde compartía escenario con Toxic Crow y otros integrantes. En 2001, luego de su conversión al cristianismo, forma el grupo Holy Nation junto a cuatro integrantes más y presentándose en eventos locales de música urbana durante 5 años.

### Debut discográfico (2006)
Su discografía incluye el disco Holy Nation, grupo que formaba llevando ese mismo nombre, y donde participaron Redimi2, y muchos nuevos talentos del rap dominicano. En los siguientes años, lanzó su segundo disco titulado Los Generales Mixtape, del cual se desprenden las canciones «El mundo es tuyo», y «Capea a Dios», una versión limpia y con letras cristianas en contraparte al clásico del hip hop dominicano «Capea el Dough», junto a Ariel Kelly, Rubinsky, Aposento Alto, y otros raperos.
En 2011, formó parte del proyecto El Concilio de Maso el Presidente, que reunió a diversos talentos de República Dominicana en el sencillo «Pa Darte Luz», con los raperos Rubinsky, Villanova, Morachel Family y Chelo Home.
En 2014 y 2015, representó a los talentos de República Dominicana como parte del evento "Urban Starz", compartiendo escenario con Redimi2, Melvin Ayala, Radikal People, entre otros. Para este entonces, el artista manejaba el seudónimo Blessed1 Ramírez, bajo el cual promocionó inicialmente su siguiente álbum Demostración con el sencillo «Fiesta».

### Cambio de nombre a Ariel Ramirez (2016)
En el año 2016, relanza su carrera musical con su primer disco como solista titulado Demostración, y desde entonces decide utilizar su nombre verdadero Ariel Ramírez. «Mucho por amar» fue uno de los sencillos con vídeos oficiales de este proyecto dirigido por Musiko, que a la postre, recibió el premio a vídeo del año en Premios El Galardón.
En 2020, lanzó B.L.U.E., siglas de Bajo La Unción del Espíritu, con los sencillos «Oveja Negra» con Gavriel, (el vídeo oficial se llevó el premio a vídeo del año en Premios El Galardón 2019),  «Antes y después», y «No te oigo». Posteriormente, se lanzó una remezcla de esta canción junto a Indiomar, Manny Montes, Romy Ram, Rubinsky RBK y Eliud L'Voices. El álbum sería elegido como álbum urbano del año en Premios el Galardón 2021.
Arielito también formó parte del proyecto Los 12 del sello discográfico Nain Music con su canción «A donde voy a ir».

### Orgánico(2022)
En 2022, Ariel lanzó Orgánico, en el que se conjugan ritmos latinos con fusiones de pop, hip-hop, vallenato, reguetón y trap. La producción cuenta con 13 canciones y la participación especial de artistas como Natán el Profeta,  Heidy Brown, Lizzy Parra, la brasileña Daniela Araújo, El Leo Pa', entre otros cantantes de música urbana reconocidos. Los arreglos estuvieron a cargo del productor Diamnd el Científico y Ángel Serrano "Xerran" en la mezcla. El video oficial del sencillo «No Te Oigo 3» fue dirigido por Steven Rivera y Cinematix Films.
En 2024, lanzó dos sencillos titulados «Abrázame Hoy» y «Cantante Desconocido».

## Vida personal
Vive en Tampa, Florida junto a su esposa Ana, y sus hijos Josué y Maria Victoria.

## Discografía

### Álbumes de estudio
- 2006: Holy Nation
- 2009: Los Generales
- 2011: La Republi-K The Mixtape
- 2016: Demostración
- 2020: B.L.U.E.
- 2022: Orgánico

## Premios y nominaciones
- 2016: Premios el Galardón. Vídeo musical del año por «Mucho por amar».[33]
- 2019: Premios el Galardón. Vídeo del año por «Oveja Negra» con Gavriel.[34]
- 2021: Premios el Galardón. Álbum Urbano del Año por B.L.U.E. [35]
- 2022: Premios el Galardón Internacional. Cantante masculino urbano.[36]
- 2023: Premios Latinos (Nueva York). Cantante cristiano urbano.[37]
- 2023: Premios Monster (México). Mejor Artista Urbano